# Русов Веніамін Олексійович
Веніамін Олексійович Русов (рос. Вениамин Алексеевич Русов; 1916, Алєксєєвська — 18 квітня 1960, Київ) — радянський офіцер, Герой Радянського Союзу, у роки німецько-радянської війни командир стрілецького батальйону 520-го стрілецького полку 167-ї стрілецької дивізії, 38-ї армії, 1-го Українського фронту, капітан.

## Біографія

Могила Веніаміна Русова

Народився в 1916 році в селі Алєксєєвська (нині Нейського району Костромської області) в сім'ї службовця. Росіянин. Член КПРС. Освіта неповна середня.
У Червоній армії з 1941 року. Закінчив курси «Постріл» у 1942 році. На фронтах німецько-радянської війни з 1942 року.
Стрілецький батальйон під командуванням капітана Русова у боях по утриманню і розширенню Лютізького плацдарму завдав противникові істотних втрат в живій силі і бойовій техніці. Особливо відзначився в боях за Київ 3—5 листопада 1943 року.
Звання Героя Радянського Союзу В. О. Русову присвоєно 10 січня 1944 року.
Після війни майор Русов — в запасі. Жив і працював у Києві. Помер 18 квітня 1960 року. Похований у Києві на Лук'янівському військовому кладовищі.

## Нагороди
Нагороджений орденами Леніна, Червоного Прапора, Олександра Невського, Вітчизняної війни 2 ступеня, Червоної Зірки, медалями.